# Miss Rio Grande do Sul 2014
Miss Rio Grande do Sul 2014 foi a 60.ª edição do concurso que escolhe a melhor candidata gaúcha para representar seu estado no tradicional concurso nacional de Miss Brasil. O evento contou com uma seletiva de candidatas, como ocorre de costume pela direção do concurso, devido a grande procura de aspirantes. Mais de oitenta candidatas participaram da seletiva em todo o estado, porém somente trinta seguiram oficialmente na disputa.
Vitória Centenaro, a Miss Rio Grande do Sul 2013 e semifinalista no Miss Brasil do mesmo ano coroou a sua sucessora ao título no final do evento. A competição foi realizado pela segunda vez em Passo Fundo, no Gran Palazzo e teve como supervisão, o coordenador Carlos Totti e equipe. A apresentação ficou por conta de Renata Fan e Chico Garcia.

## Agenda
Durante os dias que antecederam o concurso, as candidatas cumpriram uma agenda de eventos formulada pela organização, como:
- 12/11: Visita a sede da Rede Bandeirantes em Porto Alegre e ao Shopping Platinum Outlet, em Novo Hamburgo.
- 26/11: Credenciamento no Hotel Prix e entrega das faixas. Palestras com Evandro Hazzy.
- 28/11: Jantar oferecido pelo Grupo Gasparin com a Mini Miss Brasil Pietra Gasparin. Escolha da Miss Vasenol.
- 29/11: Ensaios da coreografia no Gran Palazzo. Tratamentos estéticos no Van Coiffure.
- 30/11: Cerimônia de Coroação da 60ª Miss Rio Grande do Sul.

## Resultados
| Colocação               | Candidata |
| Miss Rio G. do Sul      | - São Lourenço do Sul - Marina Helms |
| 2º. Lugar               | - Pelotas - Athena Mascarenhas |
| 3º. Lugar               | - Novo Hamburgo - Daiani Lize |
| 4º. Lugar               | - Tapera - Letícia Borghetti Kühn |
| 5º. Lugar               | - Piratini - Vanessa Kisiolar |
| (TOP 15) Semifinalistas | - Bom Jesus - Marjorie Bortolotto - Canoas - Daniella Pereda - Capela de Santana - Joice Winter - Ijuí - Samanta Basso - Passo Fundo - Carolina Baseggio - Porto Alegre - Suélen Camargo - Santa Maria - Vitória Carvalho - Santo Antônio da Patrulha - Patrícia Machado - São Borja - Ana Carolina Carlotto - Vila Nova do Sul - Ana Paula Weber |

### Prêmios Especiais
- A miss eleita pelos internautas e telespectadores alcança automaticamente uma classificação entre as quinze:[6]

| Colocação         | Candidata               |
| Miss Vasenol      | - Ijuí - Samanta Basso  |
| Miss Voto Popular | - Tapera - Letícia Kühn |

### Ordem dos Anúncios
| 1. Ijuí 2. Tapera 3. Novo Hamburgo 4. São Borja 5. Capela de Santana 6. Santo Antônio da Patrulha 7. Vila Nova do Sul 8. São Lourenço do Sul 9. Porto Alegre 10. Bom Jesus 11. Piratini 12. Passo Fundo 13. Pelotas 14. Canoas 15. Santa Maria | 1. Tapera 2. Pelotas 3. Novo Hamburgo 4. São Lourenço do Sul 5. Piratini |

## Jurados
Todos os jurados que estiveram na noite final televisionada e ajudaram a escolher a nova detentora do título estadual:
1. Mariana Manzoli, gerente da Manlec;
2. Sérgio Zukov, diretor de operações do Iguatemi;
3. Caio Carvalho, diretor da Enter;
4. Fabiane Niclotti, Miss Brasil 2004;
5. Lourenço Gasparin, proprietário do Grupo Gasparin;
6. Carmen Flores, dona do Carmen Flores Móveis;
7. Cyro Santiago Rodrigues, diretor executivo M.Grupo.

## Candidatas

### Oficiais
Todos os trinta municípios e suas respectivas candidatas que participaram do concurso estadual:
| - Amaral Ferrador - Damiana Gomes - Arambaré - Jhenifer Tenroller - Bom Jesus - Marjorie Bortolotto - Canoas - Daniella Pereda - Capela de Santana - Joice Winter - Caxias do Sul - Shaiane Santos - Encantado - Daniele Schmitt - Erechim - Bárbara Demarchi - General Câmara - Jéssica Lengler - Gramado - Brenda Antonello - Guaíba - Tabata Palskuski - Ijuí - Samanta Basso - Imbé - Najara Rëus - Marau - Caroline Stieven - Novo Hamburgo - Daiani Lize | - Passo Fundo - Carolina Baseggio - Pelotas - Athena Mascarenhas - Piratini - Vanessa Kisiolar - Porto Alegre - Suélen Camargo - Roca Sales - Caroline Jacobs - Santa Maria - Vitória Carvalho - Santo Ângelo - Bruna Hilgert - Santo Antônio da Patrulha - Patrícia Machado - São Borja - Ana Carolina Carlotto - São Gabriel - Marcela Müller - São Lourenço do Sul - Marina Helms - Tapera - Letícia Borghetti Kühn - Taquara - Eduarda Kappel - Vila Nova do Sul - Ana Paula Weber - Xangri-lá - Nayara Coelho |

## Crossovers

### Estaduais
| Miss Rio Grande do Sul 2012 - Pelotas: Athena Mascarenhas (2º. Lugar) - (representando Pelotas) - Piratini: Vanessa Kisiolar - (representando Canoas) - Porto Alegre: Suélen Camargo (4º. Lugar) - (representando Porto Alegre) - Novo Hamburgo: Daiani Lizi (Semifinalista) - (representando Gramado) Miss Rio Grande do Sul 2010 - São Gabriel: Marcela Müller Rocha (Semifinalista) Miss Paraná 2007 - Pelotas: Athena Mascarenhas (3º. Lugar) - (representando Cascavel) Miss Paraná 2008 - Pelotas: Athena Mascarenhas (3º. Lugar) - (representando Cascavel) | A Mais Bela Gaúcha 2012 - Novo Hamburgo: Daiani Lizi (3º. Lugar) - (representando Gramado) - Passo Fundo: Carolina Baseggio - (representando Santa Maria) - Porto Alegre: Suélen Camargo - (representando Sapucaia do Sul) Rainha do Carnaval de Porto Alegre de 2012 - Porto Alegre: Suélen Camargo (1ª. Princesa) - (representando Estado Maior da Restinga) Menina Fantástica 2009 - São Lourenço do Sul: Marina Helms |